# CNPY3
CNPY3 (англ. Canopy FGF signaling regulator 3) – білок, який кодується однойменним геном, розташованим у людей на 6-й хромосомі. Довжина поліпептидного ланцюга білка становить 278 амінокислот, а молекулярна маса — 30 748.
| 10         |  | 20         |  | 30         |  | 40         |  | 50         |
| ---------- |  | ---------- |  | ---------- |  | ---------- |  | ---------- |
| MDSMPEPASR |  | CLLLLPLLLL |  | LLLLLPAPEL |  | GPSQAGAEEN |  | DWVRLPSKCE |
| VCKYVAVELK |  | SAFEETGKTK |  | EVIGTGYGIL |  | DQKASGVKYT |  | KSDLRLIEVT |
| ETICKRLLDY |  | SLHKERTGSN |  | RFAKGMSETF |  | ETLHNLVHKG |  | VKVVMDIPYE |
| LWNETSAEVA |  | DLKKQCDVLV |  | EEFEEVIEDW |  | YRNHQEEDLT |  | EFLCANHVLK |
| GKDTSCLAEQ |  | WSGKKGDTAA |  | LGGKKSKKKS |  | SRAKAAGGRS |  | SSSKQRKELG |
| GLEGDPSPEE |  | DEGIQKASPL |  | THSPPDEL   |  |            |  |            |

A: Аланін

C: Цистеїн

D: Аспарагінова кислота

E: Глутамінова кислота

F: Фенілаланін

G: Гліцин

H: Гістидин

I: Ізолейцин

K: Лізин

L: Лейцин

M: Метіонін

N: Аспарагін

P: Пролін

Q: Глутамін

R: Аргінін

S: Серин

T: Треонін

V: Валін

W: Триптофан

Кодований геном білок за функцією належить до шаперонів. 
Задіяний у таких біологічних процесах, як імунітет, вроджений імунітет, альтернативний сплайсинг. 
Локалізований у ендоплазматичному ретикулумі.